# هنری جان هورستمان فنتون
هنری جان هورستمان فنتون (انگلیسی: Henry John Horstman Fenton; ۱۸ فوریهٔ ۱۸۵۴ – ۱۳ ژانویهٔ ۱۹۲۹) شیمی‌دان اهل بریتانیا بود. شهرت عمده وی به دلیل معرفی واکنشگر فنتون است که در تصفیه فاضلاب کاربرد دارد.
وی همچنین برندهٔ جوایزی همچون همکار انجمن سلطنتی شده‌است.